# Lupinus peruvianus
Lupinus peruvianus är en ärtväxtart som beskrevs av Oskar Eberhard Ulbrich. Lupinus peruvianus ingår i släktet lupiner, och familjen ärtväxter. Inga underarter finns listade i Catalogue of Life.